# Macarostola pontificalis
Macarostola pontificalis är en fjärilsart som först beskrevs av Edward Meyrick 1928.  Macarostola pontificalis ingår i släktet Macarostola och familjen styltmalar. Inga underarter finns listade i Catalogue of Life.